# Mont Shibichari
Le mont Shibichari (シビチャリ山, Shibichari-san) est une montagne culminant à 1 627 m d'altitude dans les monts Hidaka en Hokkaidō au Japon.